# Галактическая Империя
Галактическая Империя — галактическая супердержава из киновселенной «Звёздных войн». Была официально провозглашена Верховным канцлером Шивом Палпатином после неудачной попытки джедаев арестовать и сместить его с поста Верховного Канцлера и последовавшего за этим уничтожения ордена джедаев в Галактической Республике.
Сама Республика, существование которой продолжалось 25 тыс. лет, де-факто исчезла благодаря плану Палпатина в результате которого наступил период политического хаоса и опустошительных Войн клонов. После победы Оби-Вана Кеноби над генералом Гривусом в Битве на Утапау, во время расправы с лидерами Конфедерации независимых систем, учинённой Дартом Вейдером, Верховный канцлер Палпатин объявил себя Императором Галактики и преобразовал Галактическую Республику в Галактическую Империю.

## История

### Происхождение
Можно считать, что Империя началась с тайного стремления сенатора от планеты Набу Шива Палпатина, являвшегося на самом деле  лордом ситхов Дартом Сидиусом. Используя Торговую федерацию для блокады Набу, он направлял развитие кризиса и манипулировал королевой Амидалой, чтобы спровоцировать вотум недоверия Верховному канцлеру Финису Валоруму и в результате самому стать Канцлером. Когда ученик Дарта Сидиуса Дарт Мол пал на Набу от руки Оби-Вана Кеноби, Сидиус взял в ученики бывшего джедая графа Дуку. Граф Дуку присоединился к Торговой федерации, возглавляемой вице-королём Нутом Ганреем, и другим представителям Конфедерации независимых систем. Эти сепаратисты развязали войну против Галактической Республики. Конфликт получил название «Войны клонов», поскольку основу Великой Армии Республики составляли клоны.
Шив Палпатин оказался умелым и эффективным руководителем, быстро очистившим Галактический сенат от коррупции. Его власть в результате Войны клонов значительно возросла, поскольку Сенат с готовностью предоставлял Канцлеру всё больше и больше чрезвычайных полномочий. Наконец Сенат де-факто утратил почти всю власть и стал немногим более, чем формальностью, которую нужно было преодолевать Палпатину для проведения своих законов. Но Сенат всё ещё сохранял формальный статус. Канцлер Палпатин по-прежнему прикрывался пышными и церемонными обращениями к Сенату, но его власть выражалась в контроле над тысячами сенаторов, вовлечённых в сети его собственной коррупции а также воздействуя на сенаторов Темной Стороной Силы. Когда сам Палпатин раскрыл Энакину Скайуокеру, что он на самом деле есть лорд ситхов Дарт Сидиус, то Энакин уведомил об этом магистра-джедая Мейса Винду. Отряд джедаев, ведомый самим Винду, попытался арестовать Канцлера. После недолгой схватки Палпатин, казалось бы, был повержен, но подоспевший Скайуокер потребовал от Винду не убивать Палпатина. Будучи в глубоком замешательстве Скайуокер, тем не менее, помог Палпатину убить Винду, и таким образом стал новым учеником Дарта Сидиуса — Дартом Вейдером. После этого Палпатин отправился осуществлять великую чистку джедаев, известную также как протокол № 66, в результате которой погибли тысячи джедаев, а Дарт Вейдер уничтожил Вице-короля Нута Ганрея и остальных сепаратистов, собравшихся на огненной планете Мустафар. Так закончились Войны клонов.
Многие граждане новообразованной Империи с воодушевлением поддержали идеи, изложенные в Декларации Нового порядка. Многие сенаторы всем сердцем поддержали новое государство, и лишь немногие сенаторы поступили осторожно, предпочтя ждать и наблюдать, как новое правительство будет решать государственные задачи. А оно обещало заменить неустойчивость — силой, хаос — порядком и неопределённость — решительностью. Теперь можно утверждать, что основы Империи были заложены ещё в бытность Шива Палпатина Верховным канцлером, — тогда же были устранены и все угрозы для узурпации Палпатином власти. Как следствие переформатирование Республики в Империю был относительно гладким.
Важно подчеркнуть, что не всем сенаторам нравилось то, что происходило. Фактически, «Петиция 2000» должна была донести опасения этих сенаторов до Палпатина. Первыми петицию подписали Бейл Органа, Мон Мотма и Падме Амидала. Когда Палпатин развеял все сомнения в своих истинных целях, это стало одной из причин, приведших к созданию Органой и Мотмой Альянса за восстановление Республики.

### Империализация
Провозглашение Империи стало отправной точкой для глубоких структурных реформ в бывшей Республике. Комиссия по сохранению Республики (КОМСОР) была переименована в Комиссию по охране Нового порядка (КОМПОНОП), — позднее из неё была выделена Имперская служба безопасности (ИСБ) во главе с Армандом Айсардом, которому было поручено вести массовую слежку и шпионаж в пользу Императора. Также был учреждён Инквизиторий для розыска и уничтожения выживших джедаев, а также введена цензура в СМИ.
В течение первых лет Империи Галактика пережила величайшее военное строительство в истории. Для более эффективного управления секторами и регионами Империи Императором был учрежден институт моффов. Народная поддержка политики Палпатинской администрации была высокой.
Хотя попытки установления тоталитарного режима оставались слабыми, власть постоянно укреплялась до перелома в 4 ПБЯ.

### Падение
С введением в строй «Звезды смерти» последние остатки показной демократии были уничтожены. После Битвы при Явине в 0 ДБЯ Империя приступила к методичному уничтожению всех, кто мог или уже присоединился к восстанию. После битвы при Эндоре в 4 ПБЯ и смерти (предполагаемой) Шива I Палпатина Империя была дезорганизована. Преемником Шива I Палпатина был провозглашён первый советник Сейт Пестаж, однако Пестаж не смог удерживать Империю единой перед лицом Альянса, преобразованного в Новую Республику. К восстановленному сенату и Верховному канцлеру Мон Мотме перетекали офицеры и целые миры. Вскоре Правящий совет сверг Пестажа и провозгласил Императором Маса Амедду, последнего вице-канцлера Старой Республики и действующего Великого визиря. Тем не менее дезертирство и развал продолжалось, и власть Амедды скоро ограничилась Корусантом, а к 6 ПБЯ он оказался фактически под домашним арестом в Императорском дворце (бывшем Храме джедаев) по приказу командующего крупнейшим (из оставшихся) флотским соединением Галлиуса Ракса. Однако тот погиб в том же году в генеральной Битве над Джакку, и Амедда подписал Галактическое соглашение — капитуляцию Империи перед Новой Республикой.
Уцелевшие звёздные разрушители собрались в Диком космосе, куда они должны были прибыть, согласно плану, в случае падения Империи: там их уже ожидал выживший Шив Палпатин.

## Астрография
Территория Галактической Империи в момент наивысшего расцвета состояла из более чем миллиона миров и 60 миллионов колоний, протекторатов и владений занимавших практически половину Галактики, протянувшись от границ Центра до края галактического диска и от Дикого космоса до Неизведанных регионов.

## За кулисами

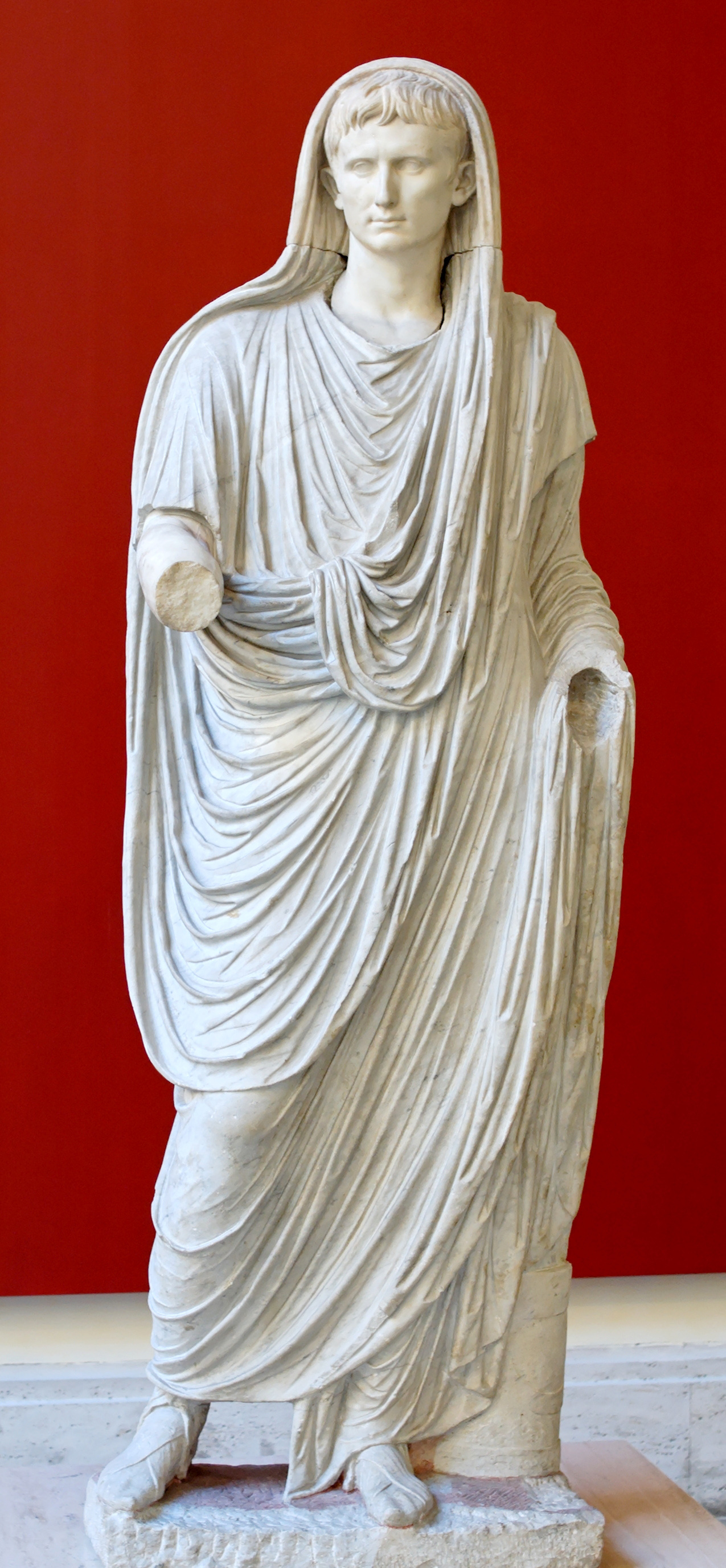
August Labicana Massimo

Некоторые источники усматривают параллели между Галактической Республикой и возникшей на её основе Галактической Империей с одной стороны и историей Древнего Рима — с другой. Имеются также сходства с реорганизацией Первой французской республики в Первую французскую империю Наполеоном I Бонапартом. Также перерождение Республики в Империю сравнивается с определёнными эпизодами новейшей истории США.
Некоторые считают, что приход к власти Шива Палпатина (что привело к возникновению Галактической Империи взамен Старой Республики) аналогичен приходу Адольфа Гитлера к власти в Германии (Гитлер, став рейхсканцлером, получил «чрезвычайные полномочия» подобно Канцлеру Шиву Палпатину). Также Шива Палпатина сравнивают с Октавианом Августом, де-юре ставшим первым римским императором, и Наполеоном Бонапартом, пришедшим к власти в республиканской Франции, а затем устроившим переворот и ставшим императором.

## Аналогии и культурное влияние
Профессор теоретической физики и один из создателей теории струн Митио Каку относит Галактическую Империю из саги «Звёздных войн» к цивилизации третьего типа по шкале Кардашёва, — причём, согласно его прогнозу, земная цивилизация достигнет уровня первого типа развития уже к XXII веку, а уровня Галактической Империи через 2,5-5 тысяч лет.